# Кучугури (Бєлгородська область)
Кучугури (рос. Кучугуры) — хутір у Ровенському районі Бєлгородської області Російської Федерації. Належить до Свистовського сільського поселення.

## Географія
Хутір Кучугури розташований за 21 км. від районного центру Ровеньки — 21 км, та у 175 км. від обласного центру міста Бєлгород. У Кучугурах є ставок з поверхнею дзеркала 28 га, який був створений у 1980 роках.
Кучугури є частиною українських етнічних земель Слобожанщини.

## Клімат
У селі помірно-континентальний клімат з досить м'якою зимою й тривалим літом.
| Кліматограма Кучугур                                                 | Кліматограма Кучугур | Кліматограма Кучугур | Кліматограма Кучугур | Кліматограма Кучугур | Кліматограма Кучугур | Кліматограма Кучугур | Кліматограма Кучугур | Кліматограма Кучугур | Кліматограма Кучугур | Кліматограма Кучугур | Кліматограма Кучугур |
| -------------------------------------------------------------------- | -------------------- | -------------------- | -------------------- | -------------------- | -------------------- | -------------------- | -------------------- | -------------------- | -------------------- | -------------------- | -------------------- |
| С                                                                    | Л                    | Б                    | К                    | Т                    | Ч                    | Л                    | С                    | В                    | Ж                    | Л                    | Г                    |
| 0 −10 −14                                                            | 0 −9 −12             | 0 5 −6               | 0 18 −2              | 0 26 9               | 0 26 13              | 0 28 16              | 0 29 15              | 0 22 9               | 0 13 3               | 0 3 −5               | 0 −11 −12            |
| Середня макс. і мін. температури повітря (°C) Атмосферні опади (мм), |                      |                      |                      |                      |                      |                      |                      |                      |                      |                      |                      |

## Історія
Хутір заснований вихідцями з України у XVIII ст.
З липня 1928 року хутір Кучугури входив у Ясинівську сільраду Ровеньського району, з 1950-х років у Ржевську сільраду Ровеньського району.
20 грудня 2004 року хутір Кучугури увійшов до Свистовського сільського поселення.

## Населення
| 1859 | 1979  | 1989 | 1999 | 2002 | 2007 | 2010 | 2018 |
| 42   | ▲ 147 | ▼ 47 | ▼ 29 | ▼ 27 | ▼ 25 | ▼ 20 | ▼ 14 |